# FBXO32
FBXO32‏ (F-box protein 32) هوَ بروتين يُشَفر بواسطة جين FBXO32 في الإنسان.